# Сноубординг на зимових Олімпійських іграх 2006 — сноубордкрос (жінки)
Змагання зі сноубордингу в дисципліні сноубордкрос серед жінок на зимових Олімпійських іграх 2006 року відбулись 17 лютого 2006 року в селі Бардонеккія (провінція Турин, Італія).

## Результати

### Кваліфікація
На стадії кваліфікації учасниці мали по дві спроби. Підсумкові місця визначалися за часом кращої із двох спроб. Перші 16 учасниць потрапили до 1/4 фіналу.
| Місце | Ім'я                 | Країна          | Заїзд 1 (час) | Місце | Заїзд 2 (час) | Місце | Кращий час |
| ----- | -------------------- | --------------- | ------------- | ----- | ------------- | ----- | ---------- |
| 1     | Маєль Рікер          | Канада          | 1:28.99       | 1     | 1:27.85       | 1     | 1:27.85    |
| 2     | Домінік Мальте       | Канада          | 1:33.03       | 13    | 1:29.33       | 2     | 1:29.33    |
| 3     | Ліндсі Джекобелліс   | США             | 1:30.89       | 6     | 1:29.51       | 3     | 1:29.51    |
| 4     | Таня Фріден          | Швейцарія       | 1:30.76       | 5     | 1:29.77       | 4     | 1:29.77    |
| 5     | Марія Даніельссон    | Швеція          | 1:30.01       | 2     | 2:06.56       | 21    | 1:30.01    |
| 6     | Ізабел Кларк Рібейро | Бразилія        | 1:30.12       | 3     | 1:31.49       | 10    | 1:30.12    |
| 7     | Олівія Нобс          | Швейцарія       | 1:32.02       | 8     | 1:30.44       | 5     | 1:30.44    |
| 8     | Марі Лессю           | Франція         | 1:30.46       | 4     | 1:30.99       | 8     | 1:30.46    |
| 9     | Дебора Антоніоз      | Франція         | 1:31.22       | 7     | 1:30.89       | 6     | 1:30.89    |
| 10    | Дорезія Крінґс       | Австрія         | 1:45.53       | 21    | 1:30.90       | 7     | 1:30.90    |
| 11    | Карін Рюбі           | Франція         | 1:42.51       | 20    | 1:31.03       | 9     | 1:31.03    |
| 12    | Зої Джиллінґс        | Велика Британія | 1:46.71       | 22    | 1:31.93       | 11    | 1:31.93    |
| 13    | Катаріна Гіммлер     | Німеччина       | 1:32.15       | 9     | 1:33.89       | 17    | 1:32.15    |
| 14    | Меллі Франкон        | Швейцарія       | 1:32.31       | 10    | 1:32.30       | 12    | 1:32.30    |
| 15    | Юка Фудзіморі        | Японія          | 1:32.46       | 11    | 1:32.63       | 13    | 1:32.46    |
| 16    | Доріс Ґюнтер         | Австрія         | 1:32.58       | 12    | DNF           |       | 1:32.58    |
| 17    | Ерін Сіммонс         | Канада          | 1:33.24       | 14    | 1:32.74       | 14    | 1:32.74    |
| 18    | Кармен Раніглер      | Італія          | DNF           |       | 1:32.91       | 15    | 1:32.91    |
| 19    | Домінік Валлі        | Канада          | 1:34.76       | 16    | 1:33.57       | 16    | 1:33.57    |
| 20    | Джульєн Брей         | Нова Зеландія   | 1:34.45       | 15    | 1:39.81       | 20    | 1:34.45    |
| 21    | Емілі Томас          | Австралія       | 1:37.69       | 19    | 1:34.57       | 18    | 1:34.57    |
| 22    | Александра Жекова    | Болгарія        | 1:36.13       | 17    | 1:35.50       | 19    | 1:35.50    |
| 23    | Жюлі Помагальскі     | Франція         | 1:36.32       | 18    | DSQ           | 23    | 1:36.32    |

### Раунд на вибування
Перші 16 спортсменок потрапили до 1/4 фіналу. Починаючи з цієї стадії в заїздах брали участь по чотири особи, із яких далі проходили по дві переможниці.

#### Чвертьфінали
| Посів | Ім'я                  | Місце |
| ----- | --------------------- | ----- |
| 1     | Маєль Рікер (CAN)     | 1     |
| 8     | Марі Лессю (FRA)      | 2     |
| 9     | Дебора Антоніоз (FRA) | 3     |
| 16    | Доріс Ґюнтер (AUT)    | 4     |

| Посів | Ім'я                    | Місце |
| ----- | ----------------------- | ----- |
| 4     | Таня Фріден (SUI)       | 1     |
| 5     | Марія Даніельссон (SWE) | 2     |
| 13    | Катаріна Гіммлер (GER)  | 3     |
| 12    | Зої Джиллінґс (GBR)     | 4     |

| Посів | Ім'я                       | Місце |
| ----- | -------------------------- | ----- |
| 14    | Меллі Франкон (SUI)        | 1     |
| 3     | Ліндсі Джекобелліс (USA)   | 2     |
| 6     | Ізабел Кларк Рібейро (BRA) | 3     |
| 11    | Карін Рюбі (FRA)           | 4     |

| Посів | Ім'я                 | Місце |
| ----- | -------------------- | ----- |
| 2     | Домінік Мальте (CAN) | 1     |
| 15    | Юка Фудзіморі (JPN)  | 2     |
| 7     | Олівія Нобс (SUI)    | 3     |
| 10    | Дорезія Крінґс (AUT) | 4     |

#### Півфінали
| Посів | Ім'я                    | Місце |
| ----- | ----------------------- | ----- |
| 1     | Маєль Рікер (CAN)       | 1     |
| 4     | Таня Фріден (SUI)       | 2     |
| 5     | Марія Даніельссон (SWE) | 3     |
| 8     | Марі Лессю (FRA)        | 4     |

| Посів | Ім'я                     | Місце |
| ----- | ------------------------ | ----- |
| 3     | Ліндсі Джекобелліс (USA) | 1     |
| 2     | Домінік Мальте (CAN)     | 2     |
| 14    | Меллі Франкон (SUI)      | 3     |
| 15    | Юка Фудзіморі (JPN)      | 4     |

#### Фінали
Четверо півфіналісток, що не потрапили до великого фіналу, змагались у малому фіналі за 5-8-ме місця. Учасниці, що посіли у своїх чвертьфінальних заїздах треті місця, змагалися в заїзді за 9-12-те місця, а ті, що посіли четверті,- в заїзді за 13-16-те.
У великому фіналі американка Ліндсі Джекобелліс мала значну перевагу перед останнім горбом, але помилилась намагаючись у повітрі виконати необов'язковий twisting grab, і дозволила Тані Фріден обійти себе й вибороти золоту медаль.
Великий фінал
| Посів | Ім'я                     | Місце |
| ----- | ------------------------ | ----- |
| 4     | Таня Фріден (SUI)        |       |
| 3     | Ліндсі Джекобелліс (USA) |       |
| 2     | Домінік Мальте (CAN)     |       |
| 1     | Маєль Рікер (CAN)        | 4     |

Малий фінал
| Посів | Ім'я                    | Місце |
| ----- | ----------------------- | ----- |
| 14    | Меллі Франкон (SUI)     | 5     |
| 5     | Марія Даніельссон (SWE) | 6     |
| 15    | Юка Фудзіморі (JPN)     | 7     |
| 8     | Марі Лессю (FRA)        | 8     |

Класифікація за 9-12 місця
| Посів | Ім'я                       | Місце |
| ----- | -------------------------- | ----- |
| 6     | Ізабел Кларк Рібейро (BRA) | 9     |
| 9     | Дебора Антоніоз (FRA)      | 10    |
| 7     | Олівія Нобс (SUI)          | 11    |
| 13    | Катаріна Гіммлер (GER)     | 12    |

Класифікація за 13-16 місця
| Посів | Ім'я                 | Місце |
| ----- | -------------------- | ----- |
| 10    | Дорезія Крінґс (AUT) | 13    |
| 16    | Доріс Ґюнтер (AUT)   | 14    |
| 12    | Зої Джиллінґс (GBR)  | 15    |
| 11    | Карін Рюбі (FRA)     | 16    |